# Marcelo Mena
Marcelo Mena Carrasco (Santiago, 29 de marzo de 1975) es un ingeniero civil bioquímico y político chileno. Durante el segundo gobierno de la presidenta Michelle Bachelet se desempeñó como subsecretario del Medio Ambiente (2014-2017) y ministro del mismo ramo (2017-2018).

## Familia
Es hijo del profesor Jaime Juan Mena Lorca y de Evelyn Carrasco Gerding. Está casado desde el 2000 con Loreto Alejandra Stambuk Buc, con quien tiene tres hijos, Vicente., Olivia ., Eloísa.
Mena es primo de la cantautora Javiera Mena, así como del científico Gonzalo Mena.

## Carrera profesional
Mena estudió ingeniería civil bioquímica en la Pontificia Universidad Católica de Valparaíso. Posee un master of science y doctorado en ingeniería ambiental de la Universidad de Iowa. Realizó un postdoctorado en el MIT Joint Program on the Science and Policy of Global Change en el contexto de la Fellowship Mario Molina. El año 2011 fue  Fulbright Visiting Scholar en la California State University en Fresno.
Entre el 2007 y 2014 se desempeñó como Director de la Escuela de Ingeniería Ambiental y Director del Centro de Investigación para la Sustentabilidad en la Universidad Andrés Bello (UNAB) y fue consultor de energía y clima de la Fundación Chile.  El 11 de marzo del 2014 fue designado subsecretario de Medio Ambiente. y el 20 de marzo del 2017 fue designado Ministro de la Olimen.
Tiene publicaciones sobre ciencia ambiental, energía y cambio climático en revistas científicas como Nature Climate Change, Science, Atmospheric Environment, Enviromental Science and Technology, Science of the Total Environment, y Atmospheric Chemistry and Physics, entre otras.[cita requerida]
Fue galardonado con el Group Achievement Award ( en español: «premio al mérito grupal») de la NASA en 2005, gracias a un pronóstico de calidad de aire para el proyecto INTEX-A de la misma NASA. Recibió el premio «Liderazgo Joven» de El Mercurio (2008) y Diario Financiero (2009) y fue «Personaje Ambiental del Año» del Ministerio del Medio Ambiente en 2011.[cita requerida]. En el 2012 fue elegido como Distinguished Alumnus de la Universidad de Iowa, así como también el prestigioso International Impact Award de esa misma casa de estudios .  En 2017 recibió el Premio Honorario de Clima y Aire Limpio para el logro individual de la Coalición Clima y Aire Limpio, de ONU Medio Ambiente. En el año 2017 además recibió a nombre de la presidenta Bachelet el premio Champions of the Earth. Durante el 2018 recibió de parte de National Geographic Society un reconocimiento el contexto del premio Planetary Leadership Award de Michelle Bachelet. Hasta mayo de 2019 fue Gerente de Investigación y Análisis en Cambio Climático del Banco Mundial, donde contribuyó a la creación de la Coalición de Ministros de Hacienda por la Acción Climática, y el Plan de Adaptación Climática del Banco Mundial. Se desempeñó hasta marzo de 2020 como Asesor en Cambio Climático y Economía Circular de Kristalina Georgieva y Axel Van Trotsenburg.  En marzo de 2020 volvió a ser el director del Centro de Acción Climática de la Pontificia Universidad Catolólica de Valparaíso. También se desempeña como Director de la Fundación Meri, y es miembro del Consejo Asesor del Hidrógeno Verde del Ministerio de Energía de Chile.

## Carrera política
Su primer acercamiento a la política fue en 2013, cuando fue parte del comando de Andrés Velasco para su precandidatura presidencial.
El 11 de marzo de 2014 la presidenta Michelle Bachelet nombró a Mena como subsecretario de Medio Ambiente, como parte del gabinete de su segundo gobierno. Después de tres años en dicho cargo, el 3 de marzo de 2017 fue nombrado como titular de dicho Ministerio, tras la renuncia del hasta entonces ministro Pablo Badenier. Cesó en el cargo el 11 de marzo de 2018. Durante su tiempo como ministro y subsecretario se destacaron la creación de 14 planes de descontaminación, incluido el nuevo plan de descontaminación de Santiago Respira, y el diseño e implementación, en el conjunto con el Ministerio de Hacienda, de los impuestos verdes para las grandes industrias y automóviles.  Durante su tiempo como ministro le tocó junto a Nivia Palma implementar la aprobación de la Red de Parques de la Patagonia, incluido ocho parques nacionales, tales como el Parque Nacional Patagonia, Parque Nacional Pumalín, Parque Nacional Kawésqar, los que junto a la extensión de otros parques nacionales totalizan más de 4.5 millones de hectáreas de conservación. Este trabajo se realizó junto a la Fundación Tompkins, quienes realizaron la mayor donación privada de terrenos de la historia. En el la conservación oceánica Mena lideró la creación de las áreas protegidas marinas de Rapa Nui, Juan Fernández, Cabo de Hornos, Seno de Almirantazgo, y Caleta Tortel. Durante su período en el gobierno la protección oceánica pasó de 4 a 43% de la zona económica exclusiva. Para vincular la agenda de los océanos, Mena lideró la introducción de la primera ley de prohibición de bolsas plásticas de las Américas. Durante su período también se vio enfrascado en una polémica por el rechazo del proyecto Dominga durante el comité de ministros, el que terminó con la renuncia de los ministros de Hacienda, Economía, y el subsecretario de Hacienda. Como subsecretario Mena fue el mejor evaluado por una encuesta realizada por El Mercurio. Durante su período como ministro consistentemente el área ambiental fue reconocida como una de las de mayor éxito durante el gobierno de la presidenta Bachelet. Mena sigue siendo independiente, y se dedica a apoyo técnico al diseño de políticas públicas en cuanto a cambio climático, en el contexto de sus cargos en el Banco Mundial y la PUCV. Mena fue parte del grupo que impulsó el llamado a Reactivación Sostenible, que congregó cerca de 600 instituciones para una reactivación económica post covid centrada en la descarbonización y resiliencia. En la actualidad, desempeña el rol de profesor titular en la Pontificia Universidad Católica de Valparaíso (PUCV) y simultáneamente lidera en calidad de CEO el Global Methane Hub. Esta entidad se destaca como la organización filantrópica climática más significativa de la historia, enfocada en la reducción sistemática de las emisiones de metano.